# Oblastní rada Chevel Modi'in
Oblastní rada Chevel Modi'in (hebrejsky מועצה אזורית חבל מודיעין, Mo'aca ezorit Chevel Modi'in, doslova „Oblastní rada regionu Modi'in“) je oblastní rada v Centrálním distriktu v Izraeli.
Rozkládá se na východním a jihovýchodním okraji aglomerace Tel Avivu, na pomezí hustě osídlené a zemědělsky intenzivně využívané pobřežní nížiny a kopcovitých oblastí ležících dále k východu, směrem k Zelené linii, na úpatí Judských hor. Prostor oblastní rady je zhruba vymezen městy Roš ha-Ajin, Jehud-Monoson, Lod, Ramla a Modi'in-Makabim-Re'ut. Ta ovšem pod jurisdikci rady nespadají, stejně jako město Šoham, ve kterém ale sídlí úřady oblastní rady.

## Dějiny

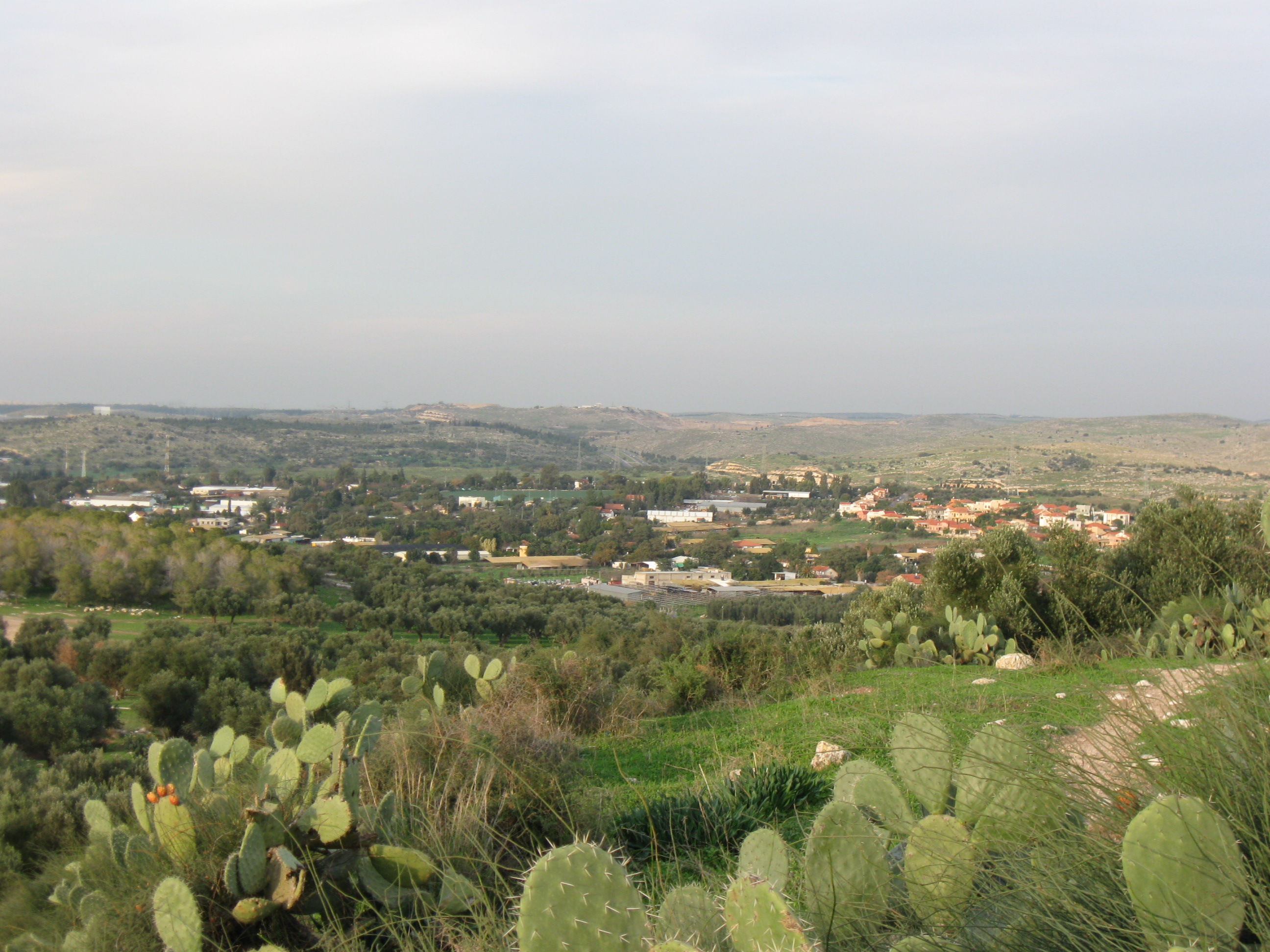
Vesnice Bejt Nechemja a okolní krajina při pohledu z Tel Chadid

Novověké židovské osídlení v této oblasti začalo vznikat až po konci britského mandátu a vzniku státu Izrael, tedy po roce 1948. Jediným sídlem se starší tradicí je Ben Šemen (respektive nynější mládežnická vesnice Ben Šemen, založená již ve 20. letech 20. století). Během války za nezávislost onoho roku region dobyly izraelské síly v rámci Operace Danny a zároveň jej opustila arabská populace. V následujících letech zde proběhla masivní osidlovací vlna. Ta pokračovala nanovo od konce 20. století, kdy se tento, do té doby periferní region, začal prudce rozvíjet. Vzniklo zde několik nových městských sídel budovaných v rámci programu Jišuvej ha-Kochavim (Šoham nebo El'ad a Lapid) a na do té doby nevyužitých planinách vzniklo město Modi'in-Makabim-Re'ut. Díky tomutu rozvoji se region Chevel Modi'in včetně jeho původních zemědělských vesnic proměnil ve výrazně rostoucí oblast.
Oblastní rada Chevel Modi'in vznikla roku 1950, tehdy pod názvem Oblastní rada Modi'in.
Starostou rady je שמעון סוסן - Šim'on Sosan. Oblastní rada má velké pravomoci zejména v provozování škol, územním plánování a stavebním řízení nebo v ekologických otázkách.

## Seznam sídel
Oblastní rada Chevel Modi'in sdružuje celkem 24 sídel. Z toho je jeden kibuc, dvacet mošavů, dvě společné osady a jedno další sídlo.
| kibuc - Be'erot Jicchak | mošavy - Achisamach - Bareket - Bejt Arif - Bejt Nechemja - Ben Šemen - Bnej Atarot - Ginaton - Gimzo - Giv'at Koach - Chadid - Kerem Ben Šemen - Kfar Dani'el - Kfar Rut - Kfar Truman - Mazor - Mevo Modi'im - Nechalim - Rinatija - Šilat - Tirat Jehuda | společné osady - Lapid - Nofech | ostatní sídla - mládežnická vesnice Ben Šemen |

## Demografie
K 31. prosinci 2014 žilo v Oblastní radě Chevel Modi'in 22 800 obyvatel. Z celkové populace bylo 22 600 Židů. Včetně statistické kategorie "ostatní" tedy nearabští obyvatelé židovského původu, ale bez formální příslušnosti k židovskému náboženství jich bylo 22 800. Obyvatelstvo je tedy zcela židovské.
| Rok            | 1961  | 1972  | 1983  | 1995   | 2006   | 2008   | 2009   | 2010   | 2011   | 2012   | 2013   | 2014   |
| -------------- | ----- | ----- | ----- | ------ | ------ | ------ | ------ | ------ | ------ | ------ | ------ | ------ |
| Počet obyvatel | 7 000 | 7 500 | 9 100 | 12 200 | 18 000 | 18 700 | 19 700 | 20 500 | 21 200 | 21 800 | 22 400 | 22 800 |